# World Hockey Association 1975/1976
World Hockey Association 1975/1976 var den fjärde säsongen av World Hockey Association (WHA). Av de fjorton lagen som inledde säsongen spelade fyra av de 81 matcher, åtta spelade 80 matcher, Minnesota Fighting Saints 59 matcher och Denver Spurs 34 matcher samt Ottawa Civics sju matcher. Efter säsongsavslutningen följdes ett slutspel med spel om Avco World Trophy. Säsongen inleddes den 9 oktober 1975 och avslutades den 6 april 1976.
Winnipeg Jets vann Avco World Trophy efter finalseger mot de två senaste säsongernas vinnare Houston Aeros med 4-0 i matcher.
Quebec Nordiques-spelaren Marc Tardif vann poängligan på 148 poäng, 71 mål + 77 assist.
Denver Spurs spelade sin första säsong i ligan, men laget drog lite publik på hemmamatcherna och fick ekonomiska problem, vilket gjorde att ägaren sålde laget till kanadensiska ägare. Så den 2 januari 1976 flyttade laget till Ottawa i Kanada och döptes om till Ottawa Civics. Men efter bara sju matcher, varav sex förluster i Ottawa, hade de nya ägarna problem att betala den gamla ägaren. Så efter bara två veckor I Ottawa upplöstes laget och lades ned den 17 januari. Totalt spelade Denver och Ottawa tillsammans 41 matcher. Även Minnesota Fighting Saints, som hade gått till slutspel de tre första säsongerna, drog sig ur ligan den 27 februari på grund av ekonomiska problem med anledning av sviktande publiksiffror. Klubben hade då spelat 59 matcher under säsongen.
Inför säsongen hade Vancouver Blazers flyttat från British Columbia till Alberta och döpts om till Calgary Cowboys. Ligan såg även ett helt nytt lag då även Cincinnati Stingers blev medlem av WHA från och med säsongen 1975/1976.
Säsongens två målrikaste matcher var Toronto Toros inblandade i, och båda slutade med 19 gjorda mål: Den 13 november spelade Toronto hemma mot Denver Spurs och vann med 11-8, och den 30 november spelade Toronto hemma mot Cleveland Crusaders och förlorade med 9-10. Säsongens största hemmavinst stod Winnipeg Jets för när de den 26 november besegrade Cincinnati Stingers med 11-3, och den största bortasegern tog Phoenix Roadrunners den 27 december när de vann borta mot Denver med 10-0.

## Grundserien
Not: SM = Spelade matcher, V = Vinster, O = Oavgjorda, F = Förluser, GM = Gjorda mål, IM = Insläppta mål, MSK = Målskillnad, Pts = Poäng
- Lag i GRÖN färg spelade kvartsfinal
- Lag i BRUN färg spelade åttondelsfinal
- Lag i RÖD färg hade spelat klart för säsongen

### Canadian Division
| Canadian Division | SM | V  | O | F  | GM  | IM  | MSK | Pts |
| ----------------- | -- | -- | - | -- | --- | --- | --- | --- |
| Winnipeg Jets     | 81 | 52 | 2 | 27 | 345 | 254 | +91 | 106 |
| Quebec Nordiques  | 81 | 50 | 4 | 27 | 371 | 316 | +55 | 104 |
| Calgary Cowboys   | 80 | 41 | 4 | 35 | 307 | 282 | +25 | 86  |
| Edmonton Oilers   | 81 | 27 | 5 | 49 | 268 | 345 | -77 | 59  |
| Toronto Toros     | 81 | 24 | 5 | 52 | 335 | 398 | -63 | 53  |

### Eastern Division
| Eastern Division    | SM | V  | O | F  | GM  | IM  | MSK | Pts |
| ------------------- | -- | -- | - | -- | --- | --- | --- | --- |
| Indianapolis Racers | 80 | 35 | 6 | 39 | 245 | 247 | -2  | 76  |
| Cleveland Crusaders | 80 | 35 | 5 | 40 | 273 | 279 | -6  | 75  |
| New England Whalers | 80 | 33 | 7 | 40 | 255 | 290 | -35 | 73  |
| Cincinnati Stingers | 80 | 35 | 1 | 44 | 285 | 340 | -55 | 71  |

### Western Division
| Western Division             | SM | V  | O | F  | GM  | IM  | MSK | Pts |
| ---------------------------- | -- | -- | - | -- | --- | --- | --- | --- |
| Houston Aeros                | 80 | 53 | 0 | 27 | 341 | 263 | +78 | 106 |
| Phoenix Roadrunners          | 80 | 39 | 6 | 35 | 302 | 287 | +15 | 84  |
| San Diego Mariners           | 80 | 36 | 6 | 38 | 303 | 290 | +13 | 78  |
| Minnesota Fighting Saints    | 59 | 30 | 4 | 25 | 211 | 212 | -1  | 64  |
| Denver Spurs & Ottawa Civics | 41 | 14 | 1 | 26 | 134 | 172 | -38 | 29  |

## Poängligan i grundserien
Not: SM = Spelade matcher, M = Mål, A = Assists, Pts = Poäng
| Spelare         | Lag                 | SM | M  | A  | Pts |
| --------------- | ------------------- | -- | -- | -- | --- |
| Marc Tardif     | Quebec Nordiques    | 81 | 71 | 77 | 148 |
| Bobby Hull      | Winnipeg Jets       | 80 | 53 | 70 | 123 |
| Réal Cloutier   | Quebec Nordiques    | 80 | 60 | 54 | 114 |
| Ulf Nilsson     | Winnipeg Jets       | 78 | 38 | 76 | 114 |
| Robbie Ftorek   | Phoenix Roadrunners | 80 | 41 | 72 | 113 |
| Chris Bordeleau | Quebec Nordiques    | 74 | 37 | 72 | 109 |
| Anders Hedberg  | Winnipeg Jets       | 76 | 50 | 55 | 105 |
| Réjean Houle    | Quebec Nordiques    | 81 | 51 | 52 | 103 |
| Serge Bernier   | Quebec Nordiques    | 70 | 34 | 68 | 102 |
| Gordie Howe     | Houston Aeros       | 78 | 32 | 70 | 102 |

## Slutspelet

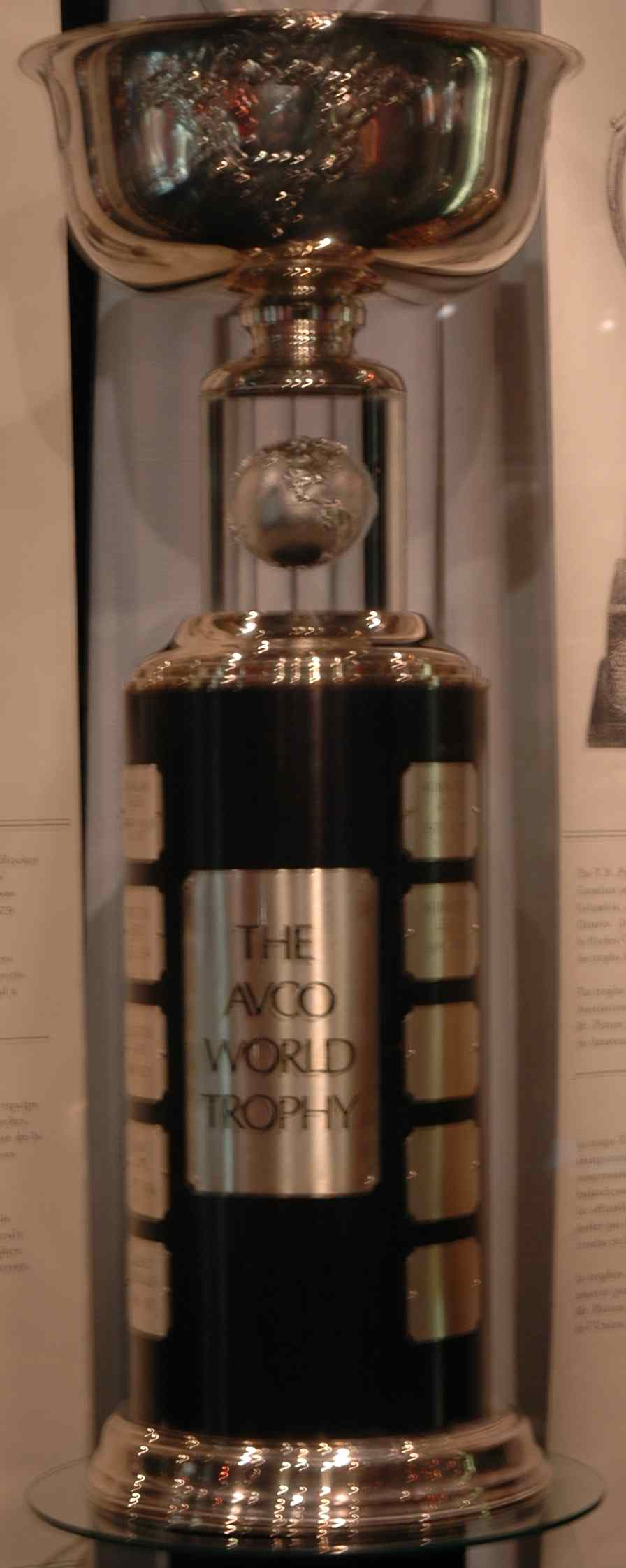
Avco World Trophy

- Tio lag gjorde upp om Avco World Trophy
- Samtliga matchserier avgjordes i bäst av sju matcher
- Slutspelet inleddes den 9 april och avslutades den 27 maj
- I åttondelsfinalerna vann New England med 3-0 i matcher mot Cleveland och San Diego vann med 3-2 mot Phoenix

|  | Kvartsfinaler | Kvartsfinaler | Kvartsfinaler |             |    | Semifinaler | Semifinaler | Semifinaler |  |  | Final | Final | Final |  |
|  |               |               |               |             |    |             |             |             |  |  |       |       |       |  |
|  | C1            | Winnipeg      | 4             |             |    |             |             |             |  |  |       |       |       |  |
|  | C1            | Winnipeg      | 4             |             |    |             |             |             |  |  |       |       |       |  |
|  | C4            | Edmonton      | 0             |             |    |             |             |             |  |  |       |       |       |  |
|  | C4            | Edmonton      | 0             |             | C1 | Winnipeg    | 4           |             |  |  |       |       |       |  |
|  | Canadian      |               |               |             | C1 | Winnipeg    | 4           |             |  |  |       |       |       |  |
|  |               |               | C3            | Calgary     | 1  |             |             |             |  |  |       |       |       |  |
|  | C2            | Quebec        | C3            | Calgary     | 1  | 1           |             |             |  |  |       |       |       |  |
|  | C2            | Quebec        |               |             |    |             |             |             |  |  |       |       |       |  |
|  | C3            | Calgary       | 4             |             |    |             |             |             |  |  |       |       |       |  |
|  | C3            | Calgary       | 4             |             | C1 | Winnipeg    | 4           |             |  |  |       |       |       |  |
|  |               |               |               |             |    |             |             |             |  |  |       |       |       |  |
|  |               |               | U1            | Houston     | 0  |             |             |             |  |  |       |       |       |  |
|  | U1            | Houston       | U1            | Houston     | 0  | 4           |             |             |  |  |       |       |       |  |
|  | U1            | Houston       |               |             |    |             |             |             |  |  |       |       |       |  |
|  | U4            | San Diego     | 2             |             |    |             |             |             |  |  |       |       |       |  |
|  | U4            | San Diego     | 2             |             | U1 | Houston     | 4           |             |  |  |       |       |       |  |
|  | USA           |               |               |             | U1 | Houston     | 4           |             |  |  |       |       |       |  |
|  |               |               | U3            | New England | 2  |             |             |             |  |  |       |       |       |  |
|  | U2            | Indianapolis  | U3            | New England | 2  | 3           |             |             |  |  |       |       |       |  |
|  | U2            | Indianapolis  |               |             |    |             |             |             |  |  |       |       |       |  |
|  | U3            | New England   | 4             |             |    |             |             |             |  |  |       |       |       |  |

## WHA awards
| 1975–76 WHA awards      | 1975–76 WHA awards                 |
| ----------------------- | ---------------------------------- |
| Avco World Trophy       | Winnipeg Jets                      |
| Gordie Howe Trophy      | Marc Tardif, (Quebec Nordiques)    |
| Bill Hunter Trophy      | Marc Tardif, (Quebec Nordiques)    |
| Lou Kaplan Trophy       | Mark Napier, (Toronto Toros)       |
| Ben Hatskin Trophy      | Michel Dion, (Indianapolis Racers) |
| Dennis A. Murphy Trophy | Paul Shmyr, (Cleveland Crusaders)  |
| Paul Deneau Trophy      | Václav Nedomanský, (Toronto Toros) |
| Howard Baldwin Trophy   | Bobby Kromm, (Winnipeg Jets)       |
| WHA Playoff MVP         | Ulf Nilsson, (Winnipeg Jets)       |